# Weichkäfer

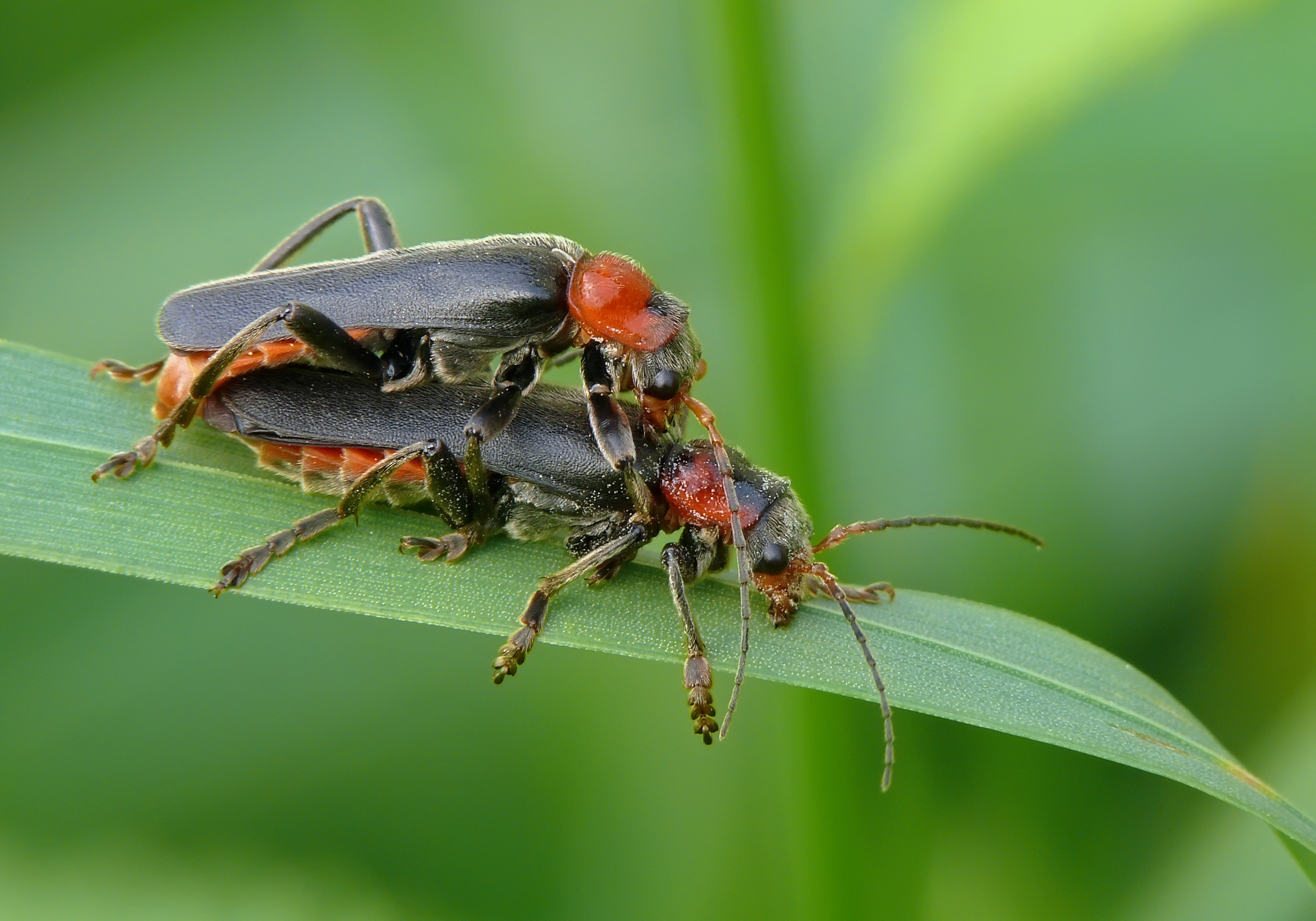
Gemeiner Weichkäfer (Cantharis fusca) bei der Paarung

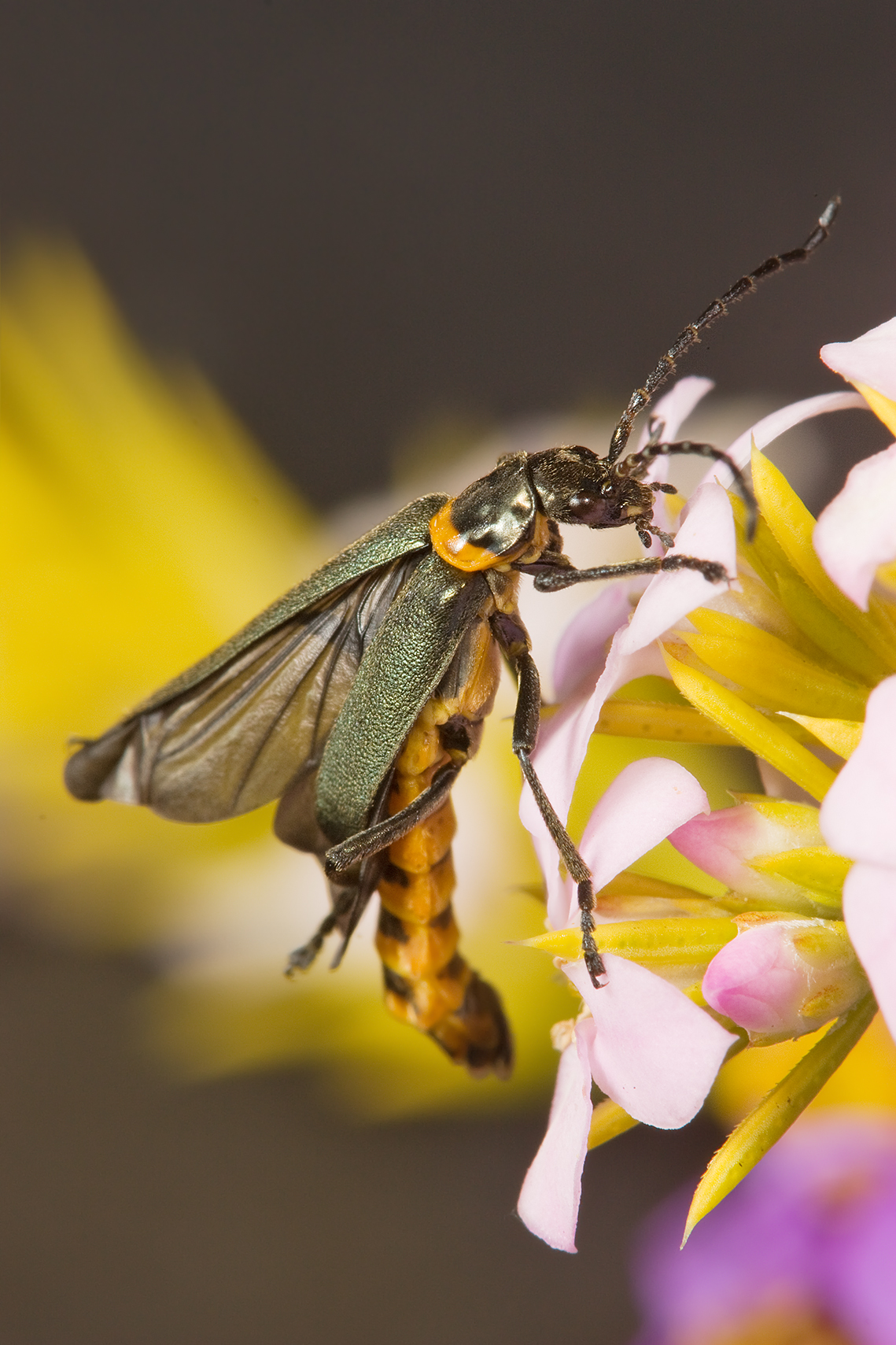
Eine Art der Gattung Chauliognathus

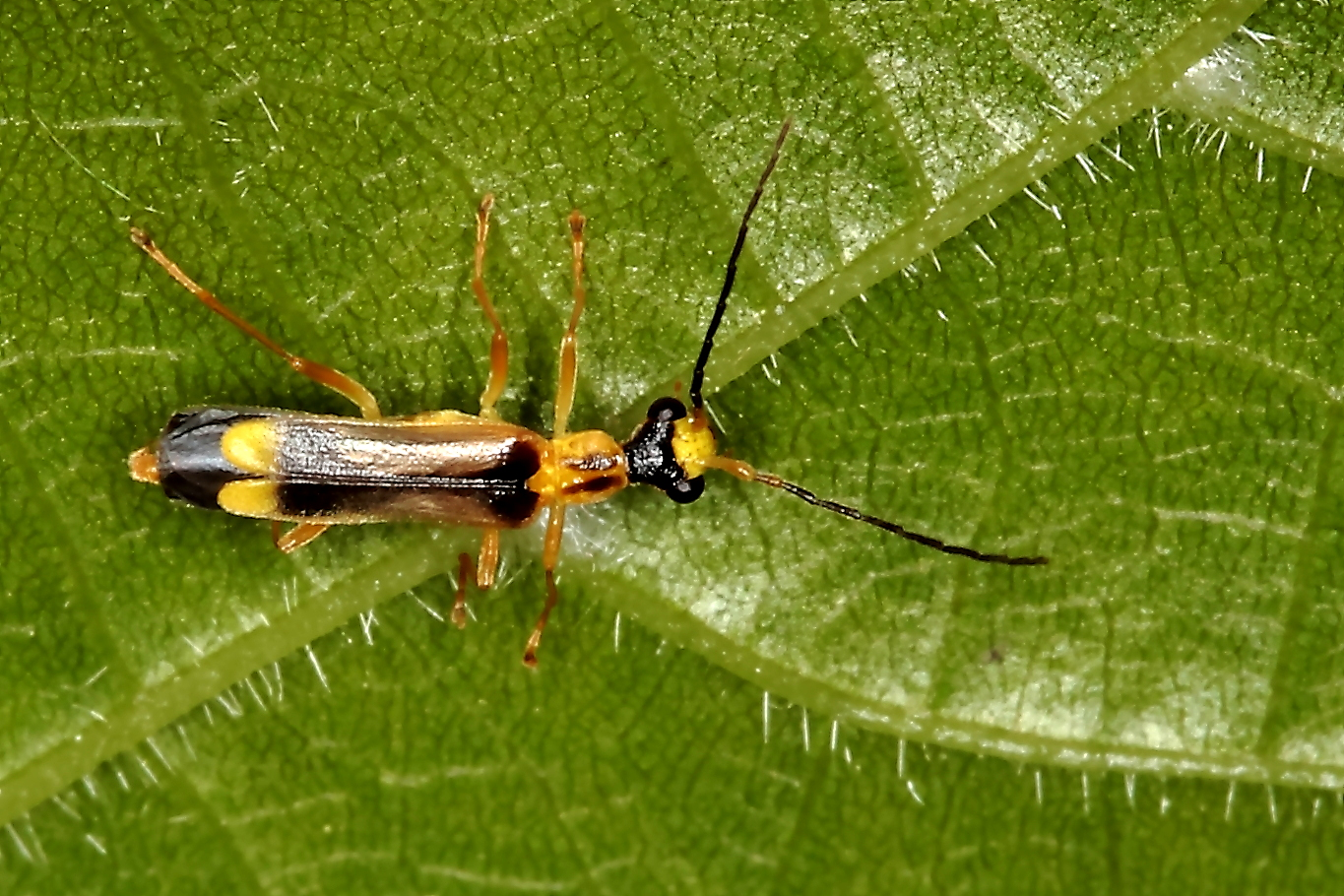
Eine Art der Gattung Malthinus

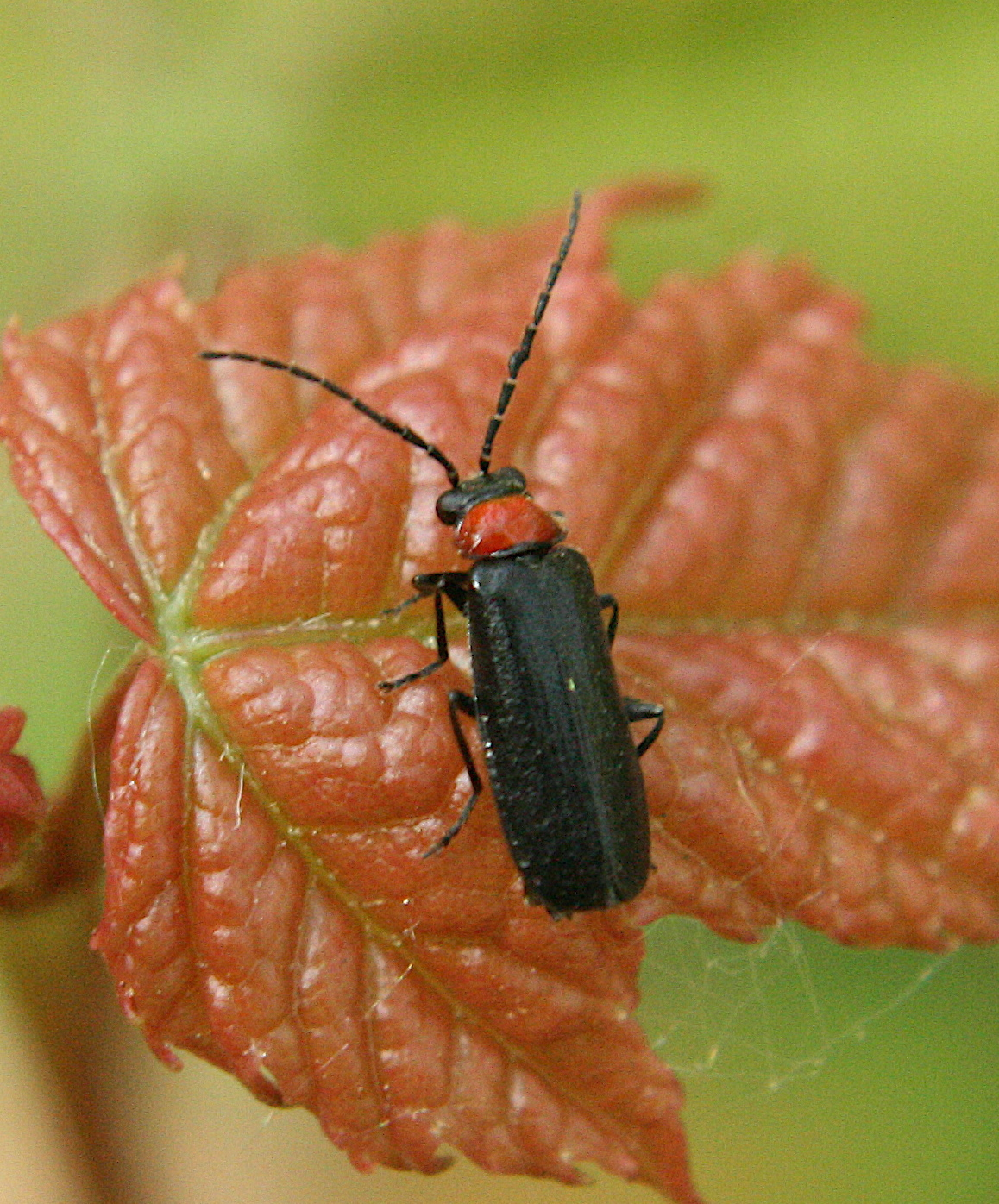
Silis percomis aus Michigan, USA

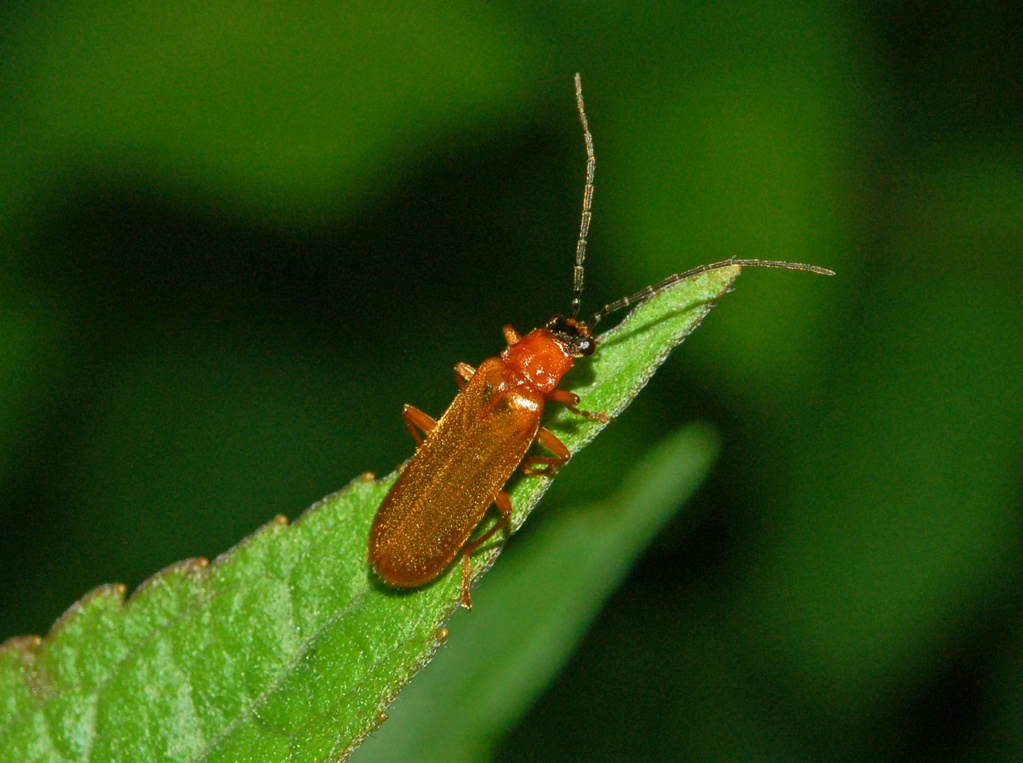
Rhagonycha nigriceps aus Genua, Italien

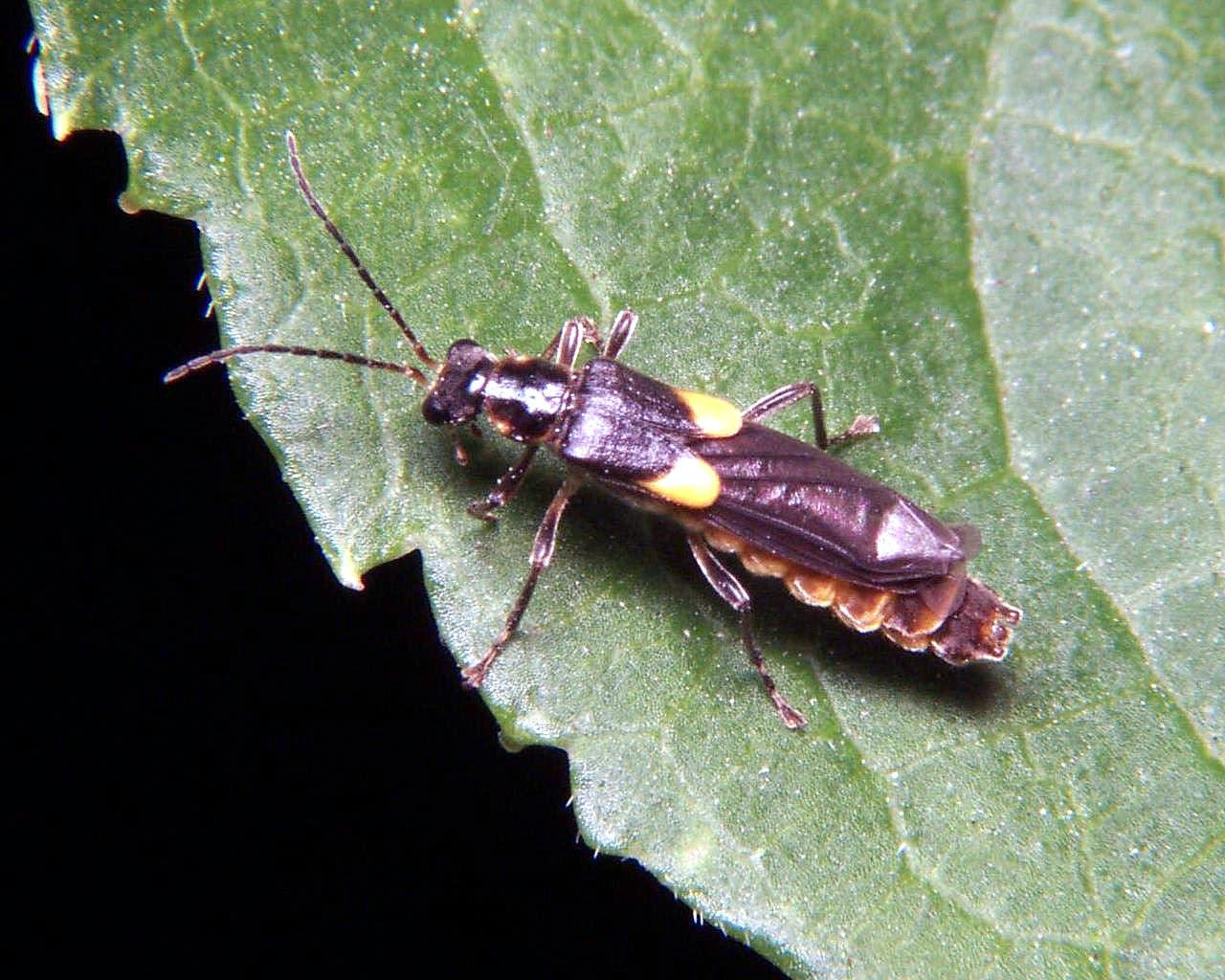
Art der Gattung Trypherus, bei der man die verkürzten Deckflügel gut erkennen kann.

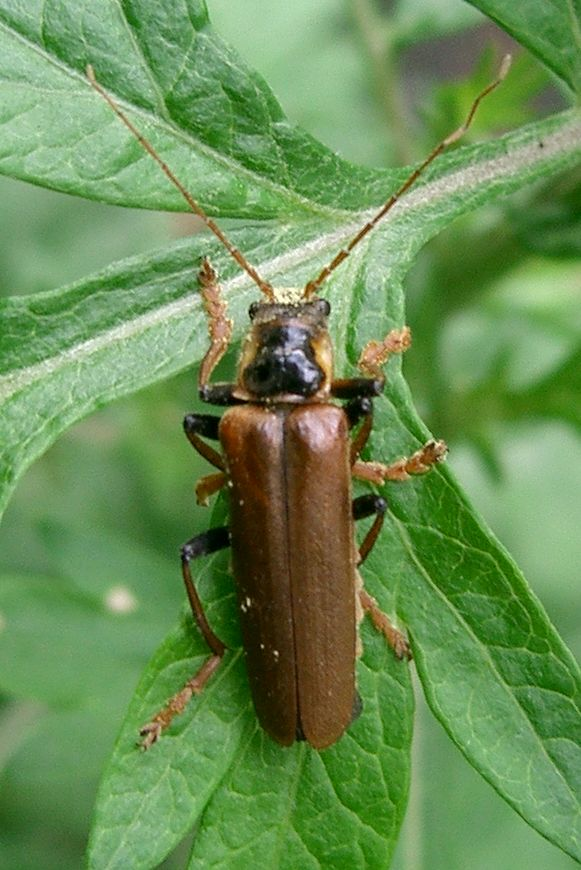
Athemus suturellus

Die Weichkäfer (Cantharidae) oder Kanthariden (von lateinisch Cantharides) sind eine Familie der Käfer (Coleoptera), die weltweit verbreitet sind. Die aktuelle Artenliste von Delkeskamp datiert bereits aus den Jahren 1977 und 1978. Sie umfasst 137 Gattungen und 5083 Arten. Seit damals sind zahllose weitere Gattungen und Arten hinzugekommen, die Familie ist jedoch weiterhin nur wenig erforscht und viele Arten sind bisher noch nicht beschrieben. In Europa kommen sie mit 530 Arten und Unterarten vor, davon findet man 103 Arten in 9 Gattungen auch in Mitteleuropa. Ihren deutschen Namen haben sie auf Grund ihrer nur schwach sklerotisierten Körper erhalten. Sie werden auch Soldatenkäfer genannt, da viele Arten auffällig rot, schwarz, gelb oder blau gefärbt sind.

## Merkmale

### Käfer
Die Käfer werden 1,2 bis 28 Millimeter lang. Ihr Körper ist langgestreckt, hat mehr oder weniger parallele Seitenränder und ist mäßig abgeflacht. Sie haben einen weichen Körper, bei dem die Cuticula, insbesondere von Deckflügeln (Elytren) und Hinterleib nur schwach sklerotisiert und flexibel ist. Ihre Färbung ist sehr variabel und reicht von komplett schwarz bis überwiegend rot, orange oder gelb. Seltener sind sie metallisch blau oder grün gefärbt. Warnfarben sind vor allem am Pronotum und/oder den Deckflügeln ausgeprägt, wobei diese Bereiche häufig zweifarbig, gefleckt oder gerandet sind. Der Körper ist in der Regel mehr oder weniger unauffällig mäßig dicht und kurz, flach anliegend beflaumt. Weniger häufig haben die Tiere spärlich längere, nahezu aufrechte Setae auf den Deckflügeln.
Der Kopf ist wenigstens teilweise von oben sichtbar. Er ist stark nach vorne (prognath) oder etwas nach unten gerichtet, selten ist er hypognath. Bei manchen Arten ist er direkt hinter den Augen eingeschnürt. Die Facettenaugen sind mehr oder weniger ganzrandig und etwas hervortretend. Bei den Männchen sind sie häufig größer, bei den meisten Ichthyurini sind sie stark vergrößert. Punktaugen (Ocelli) fehlen. Die Frontoclypealnaht ist in der Regel fehlend, nur bei den Chauliognathini ist sie seitlich ausgebildet. Mit Ausnahme dieser Tribus ist das Labrum mit der Stirnplatte (Clypeus) oder Frontoclypeus verwachsen. Bei den Chauliognathini kann es dagegen mittig teilweise oder vollständig geteilt sein. Die Fühler sind langgestreckt und haben 11 Glieder. In der Regel sind sie fadenförmig, manchmal gezähnt, nur selten gefiedert, gefächert, keulenförmig verdickt oder zwischen den Geschlechtern unterschiedlich ausgebildet und/oder bei den Männchen anders stark modifiziert. Die Mandibeln sind mehr oder weniger langgestreckt, gekrümmt und haben eine spitz zulaufende Spitze. Sie sind in der Regel einfach, manchmal haben sie am Innenrand einen oder mehrere Zähne. Die Maxille besitzt dicht behaarte Laden (Galea und Lacinia), letztere ist bei manchen Arten zurückgebildet oder fehlt. Die Maxillarpalpen sind viergliedrig. Das Labium hat eine ungeteilte Ligula. Die Labialpalpen sind dreigliedrig.
Das Pronotum ist in der Regel nahezu quadratisch bis quer. Selten ist es schmal verlängert. Die Seiten sind gerandet, wobei die Ränder in der Regel ganz sind, manchmal etwas bis stark erweitert. Bei den Männchen mancher Arten sind die Seitenränder stark skulpturiert, eingekerbt oder mit Gruben versehen. Der Hinterrand des Pronotums ist entweder gleich breit oder schmäler als die Deckflügelbasis. Das Schildchen (Scutellum) ist gut entwickelt und sichtbar. Die Beine sind in der Regel langgestreckt und schlank. Bei manchen Arten sind die Schenkel (Femora) der mittleren Beine stark verbreitert. Mit Ausnahme der Chauliognathini sind paarweise Sporne an den Schienen (Tibien) vorhanden. Alle drei Beinpaare haben jeweils fünf Tarsenglieder. Das vierte Tarsenglied ist erweitert und ventral doppelt gelappt. Die weichen Deckflügel (Elytren) sind in der Regel mehr oder weniger parallelrandig. Selten sind sie an der Spitze verbreitert. Sie sind nur locker mit dem Pterothorax und Hinterleib verbunden. Bei einer Reihe von Arten sind sie stark bis vollständig zurückgebildet, wodurch mehrere Hinterleibstergite und/oder die Hinterflügel sichtbar sind. Die Hinterflügel sind in der Regel gut entwickelt.
Der Hinterleib hat bei den Weibchen und manchen Männchen sieben, bei den meisten anderen Männchen acht frei bewegliche Ventrite (sichtbare Bauchseitige Sklerite). Die ersten acht Tergite haben seitlich paarweise angeordnete Drüsenporen. Bei vielen Silini sind seitlich in den Intersegmentalmembranen auch ausstülpbare Drüsen ausgebildet. Das letzte oder die letzten Hinterleibssegmente sind häufig modifiziert.

### Larven
Die Larven haben einen langgestreckten Körper, dessen Seitenränder mehr oder weniger parallel sind. Ihre Cuticula ist dicht mit feinsten Falten bedeckt, die eine samtige Erscheinung bewirken. Die Körperoberfläche ist fast immer mit sehr kurzen, aufrechten Härchen bedeckt. Der Körper ist zumindest teilweise dunkel pigmentiert, manchmal mit paarweise angeordneten Flecken, am häufigsten am Rücken. Der Kopf ist stark nach vorne gerichtet. Ein einzelnes, großes Punktauge (Stemma) befindet sich jeweils beidseits des Kopfes und fehlt nur selten. Das Labrum ist mit der Kopfkapsel verwachsen und bildet ein Clypeolabrum. Die Fühler sind dreigliedrig. Das zweite Glied ist abgestutzt und hat den Bereich mit den Sinneshärchen am Ende (Cantharinae, Silini, Chauliognathini), oder das zweite Glied ist stark eingekerbt und hat ein langgestrecktes, subapikales Sinnesfeld. Die Mandibeln sind sichelförmig und haben einen mehr oder weniger gut entwickelten längs verlaufenden Kanal, der in der Regel breit geöffnet, manchmal aber auch fast geschlossen ist. Die Maxillarpalpen sind drei- oder vier-, die Labialpalpen zweigliedrig.
Die Thoraxsegmente sind nahezu gleich groß oder werden nach hinten zunehmend kleiner. Alle Terga des Thorax und die ersten ach Tergite des Hinterleibs haben Drüsenporen. Bei manchen Arten sind solche auch am neunten Segment ausgebildet. Die Beine sind fünfgliedrig, wobei der Pretarsus klauenförmig ist und vier oder mehr Setae trägt. Die Hinterleibssegmente sind vorne nahezu gleich lang, hinten werden sie kürzer. Urogomphi fehlen.

## Vorkommen
Die Weichkäfer sind weltweit verbreitet, ihr Verbreitungsschwerpunkt liegt jedoch in den Tropen Asiens und Südamerikas. Die Familie stellt allerdings auch in den gemäßigten Breiten einen Gutteil der Artenvielfalt der Käfer. In Amerika nördlich von Mexiko ist sie an 13. Stelle der artenreichsten Käferfamilien. Weichkäfer sind vor allem in Wäldern sehr zahlreich. Es gibt jedoch auch Arten die Grasland, Savannen und montane Wiesen besiedeln. Viele Arten sind anscheinend an Waldlichtungen, Randlebensräume oder Sukzessionsbereiche angepasst. In heißeren Lebensräumen neigen sie dazu, nahe an Gewässern zu leben.

## Lebensweise
In allen Lebensstadien leben die Tiere terrestrisch. Die meiste Zeit ihres Lebens verbringen sie während des Larvenstadiums, während dessen die meisten Arten assoziiert mit dem Erdboden leben. Man findet sie in Mikrohabitaten mit hoher relativer Luftfeuchtigkeit, wie etwa in oder unter abgestorbenen Blättern, in der Bodenstreu von Wäldern, unter Steinen, in lockerer Erde oder unter loser Rinde von Totholz. Die Larven von Arten der Gattung Chauliognathus haben eine auffällige Warntracht, sie fressen offen sichtbar im Freien. Die Oberfläche der Cuticula ist bei den Larven hydrophob, wodurch sie gegenüber Überflutungen ihrer Lebensräume besser geschützt sind. Bei der überwiegenden Anzahl der Arten ernähren sich die Larven als Räuber von flüssiger Nahrung. Sie verwenden dazu ihre hohlen Mandibeln und einen Filter sowie eine spezielle pumpenartige Tasche in der Mundhöhle, um die Flüssigkeit aufzusaugen. Zu den Beutetieren zählen verschiedene Wirbellose, wie etwa Regenwürmer (Lumbricidae), Schnecken (Gastropoda) und die Eier, Larven und Imagines anderer Insekten. Manche Arten können es sogar mit gefährlichen Räubern wie den Larven der Sandlaufkäfer (Cicindelinae) aufnehmen. Unter Laborbedingungen ist bei Überpopulationen auch Kannibalismus nachgewiesen. Es gibt neben den rein räuberisch lebenden Arten auch solche, die omnivor auch teilweise an Pflanzenmaterial fressen.
Die Larvalentwicklung kann sehr komplex sein und bis zu 10 Larvenstadien umfassen. Bei manchen Arten haben die ersten Stadien zurückgebildete Fühler, Mundwerkzeuge und Beine und nehmen keine Nahrung auf. Die Verpuppung erfolgt in der Regel in einer Kammer im Erdboden. In den gemäßigten Breiten bilden die Tiere eine Generation pro Jahr aus, überwintern als Larve und schlüpfen im Frühjahr oder Frühsommer als Imago. Die adulten Käfer leben nur wenige Wochen lang und sind sehr aktiv. Man findet sie auf nahezu jeder Art von lebender Vegetation. Sie besiedeln eine gewaltige Vielzahl verschiedener Pflanzenarten, von Nadelbäumen bis blühenden krautigen Pflanzen. Manche Arten bevorzugen jedoch bestimmte Pflanzenarten. Die Käfer der Gattung Chauliognathus z. B. können häufig beim Blütenbesuch beobachtet werden und sind wichtige Bestäuber dieser Pflanzen. Die Imagines vieler Arten sind gute Flieger und fliegen aktiv während der Nahrungssuche oder auf der Flucht vor Fressfeinden. Die meisten Arten scheinen tagaktiv zu sein, auch wenn manche in der Nacht durch künstliche Lichtquellen angelockt werden. Die adulten Käfer ernähren sich von Wirbellosen, die sie auf Blattwerk finden, oder fressen Nektar oder Pollen. Bei vielen Arten der Podabrini und Cantharini ernähren sie sich vor allem von Röhrenblattläusen (Aphididae), aber auch von Nektar. Wie auch die Larven nehmen sie außerdem nahrhafte Flüssigkeiten auf. Von der Gattung Chauliognathus ist bekannt, dass die Imagines ausschließlich Pollen und Nektar fressen. Von vielen anderen Gruppen der Weichkäfer ist das Nahrungsverhalten jedoch unbekannt.
Larven und Imagines haben paarweise seitlich angeordnete Drüsenporen, mit denen sie übel schmeckende Substanzen absondern. Vor diesen warnen viele Arten, insbesondere bei den Imagines, potentielle Fressfeinde durch ihre Warnfarben. Es gibt auch eine Reihe von Arten, die Mimikry entwickelt haben und nicht nur Arten verschiedener anderer Käferfamilien, sondern auch Wanzen, Zweiflügler und Schmetterlinge imitieren. Das Zusammenspiel all dieser Verteidigungsmechanismen hat den Weichkäfern trotz ihres nur schlecht gepanzerten Körpers ermöglicht, sich sehr erfolgreich zu etablieren.
Die Männchen mancher Arten besitzen außergewöhnliche sekundäre Geschlechtsmerkmale, wie etwa in Greifapparate modifizierte Fühler, eingekerbte und speziell geformte seitliche Ränder des Pronotums und der Spitzen der Deckflügel oder aufwendig modifizierte Hinterleibsenden. All diese sind den Tieren bei der Paarung nützlich und erleichtern die Erkennung der Art. Auch das Absondern von Pheromonen spielt eine wichtige Rolle beim Paarungsverhalten. Bei manchen Gattungen haben die Fühler der  Männchen verlängerte geißelartige Ästchen, die die Sinnesfläche vergrößern und damit die Detektion von Pheromonen erleichtern.

## Taxonomie und Systematik
Das Verwandtschaftsverhältnis der Weichkäfer ist nach wie vor unklar. Im Laufe der Forschungsgeschichte änderte sich ihrer taxonomischen Stellung zu anderen Käferfamilien mehrmals. Sie wurden unter anderem auch in eine eigene Überfamilie Cantharoidea gestellt. Diese Überfamilie wurde jedoch wieder aufgelöst und die umfassten Gruppen den Elateroidea zugerechnet, dies gilt heute als wahrscheinlichere Hypothese. Die Verwandtschaft innerhalb dieser Überfamilie ist jedoch unklar.
Die Larven der Familie können leicht anhand ihrer samtig erscheinenden Körperoberfläche erkannt werden. Die wichtigste Synapomorphien der Weichkäfer sind die Drüsenporen, die sowohl bei den Larven als auch bei den Imagines ausgebildet sind. Diese befinden sich an den Tergiten des ersten bis achten Hinterleibssegmentes der Imagines und an allen Terga des Thorax und den ersten acht (oder neun) Hinterleibssegmenten der Larven. Die Monophylie der Familie ist durch diese Merkmale gut begründet. Es gibt bislang für die meisten Unterfamilien und Tribus (wie etwa die Cantharini, Silini und Dysmorphocerinae) keine Bestimmungsschlüssel für die Bestimmung auf Gattungsebene. Die Möglichkeit der Bestimmbarkeit von Weicbkäferarten hängt vor allem mit der geographischen Verbreitung zusammen. So gibt es für Kanada, Korea, Japan, Neuguinea, das nördliche Europa, Ozeanien, Russland, Taiwan und die Vereinigten Staaten mit einigen Ausnahmen ausreichend gute Literatur, die eine Bestimmung ermöglicht. Bei vielen Gattungen ist eine sichere Bestimmung jedoch nur mit der Untersuchung der männlichen Genitalien möglich.
Folgende Unterfamilien und Tribus werden unterschieden:
mit Verbreitung auf den Landmassen des ehemaligen Laurasia:
- Cantharinae
  - Cantharini
  - Podabrini
- Malthininae
  - Malthinini
  - Malthodini
  - Malchini

außerdem mit in Klammer angegebener Verbreitung:
- Silinae
  - Silini (weltweit)
  - Tytthonyxini (Tropen der neuen Welt)
- Dysmorphocerinae (ehemaliges Gondwana)
- Chauliognathinae
  - Chauliognathini (Australasien und Neue Welt)
  - Ichthyurini (hauptsächlich pantropisch)

## Fossile Funde
Der bisher älteste Fund eines Weichkäfers stammt aus der späten Kreide und ist 116 Mio. Jahre alt und wurde im australischen Victoria bei Koonwarra gefunden. Diese zeitliche Einordnung wird auch durch die disjunkte Verbreitung der Unterfamilie Dysmorphocerinae (südliches Afrika, Südamerika, Neuseeland, Australien und Neuguinea) und der Tribus Chauliognathini (Nord- und Südamerika, Australien und Neuguinea) gestützt, die eine historische Vikarianz nahelegt.

## Arten (Auswahl)
- Ancistronycha abdominalis
- Ancistronycha tigurina
- Cantharis cryptica
- Gemeiner Weichkäfer (Cantharis fusca)
- Variabler Weichkäfer (Cantharis livida)
- Cantharis nigricans
- Dunkler Fliegenkäfer (Cantharis obscura)
- Cantharis paradoxa
- Cantharis pellucida
- Roter Fliegenkäfer (Cantharis rufa)
- Cantharis rustica
- Zweifleckiger Fliegenweichkäfer (Malthinus biguttatus)
- Gelblicher Fliegenkäfer (Malthinus flaveolus)
- Malthinus seriepunctatus
- Malthodes minimus
- Kleiner Orangeschildweichkäfer (Malthodes maurus)
- Podabrus alpinus
- Roter Weichkäfer oder Rotgelber Weichkäfer (Rhagonycha fulva)
- Bleicher Fliegenkäfer (Rhagonycha lignosa)

## Belege